# Maison militaire de l'Empereur
Ne doit pas être confondu avec Maison de l'Empereur, Maison À l'Empereur ou Maison Empereur.
La maison militaire de l'Empereur ou quartier général impérial est chargée de la sécurité de Napoléon Ier et de l'assister dans le commandement en chef de la Grande armée, notamment en transmettant ses ordres.
C'est en campagne ou sur le champ de bataille que prend tout son sens l'existence de cette maison militaire, et pour cause. Les officiers et les soldats qui la composent accompagnent l'Empereur partout.
À titre de comparaison, le budget de la maison militaire est en 1812 d'un million de francs contre quinze pour la maison civile. La Garde impériale n'est pas financée par ce budget, payé sur la Liste civile de l'Empereur, mais par le budget de l'Etat.

## Le quadriptyque militaire de l'Empereur
La maison militaire de l'Empereur est organisée autour de quatre hommes :
- le maréchal Louis-Alexandre Berthier, major général de la grande armée, qui veille, en commandant en second, sur l'état-major général et entretient les liens avec les commandants de corps d'armée ;
- le général Michel Duroc, grand maréchal du palais (puis Bertrand, à la mort de Duroc en 1813), qui assure la protection de l'Empereur dans les palais impériaux ainsi que son service particulier quotidien ;
- le général Armand-Louis de Caulaincourt, grand écuyer, qui assure la sécurité de l'Empereur à l'extérieur des palais. Il fut couramment employé par Napoléon pour des missions de confiance d'ordre militaire ou diplomatique.
- l'un des quatre colonels généraux commandant la Garde impériale.

À ce titre, sont rattachés à la maison militaire de l'Empereur les bataillons, les escadrons et les détachements de la Garde impériale et de la gendarmerie qui assurent la protection de l'Empereur. Les soldats affectés à la garde des palais sous placés sous l'autorité du grand maréchal du palais ; ceux chargés des escortes sous l'autorité du grand écuyer.

## Les aides de camp de l'Empereur
La maison militaire de l'Empereur comprend un certain nombre d'aides de camp impériaux. Ces hommes de confiance sont des généraux de brigade ou de division appartenant à toutes les armes, employés soit à renseigner Napoléon sur des points cruciaux de la campagne en cours ou des aspects tactiques, soit à transmettre sa pensée aux commandants de corps d'armée et à vérifier que les ordres impériaux sont correctement respectés, soit encore à exécuter sur le champ les décisions urgentes, par exemple en prenant rapidement la tête d'un corps ou d'une brigade, soit finalement à effectuer des reconnaissances avant les batailles.
On y retrouve, selon les années, les généraux Junot et Mouton, de brillants fantassins, Rapp et Durosnel, d'ardents cavaliers, Drouot, un artilleur de choix, Bertrand, l'un des meilleurs officiers du génie de l'armée, etc. Ces aides de camp sont en permanence au nombre d'une douzaine. Chacun d'eux peut compter sur quelques officiers d'ordonnance et dispose au besoin d'un cheval prêt et sellé.
Auprès de l'Empereur, à l'instar du préfet du palais, il se trouve toujours au moins un aide de camp qui ne quitte pas le souverain.